# Игор Крмар
Игор Крмар (Винковци, 14. мај 1991) српски је фудбалер који игра за ФК Динамо 1945 у Српској лиги Војводине.

## Каријера

### Младост
Крмар је рођен у хрватском граду Винковцима. По избијању рата, породица је избегла у Болеч, предграђе Београда. Фудбал је почео да игра у Болечу, а касније се преселио у оближњу Винчу где су га приметили скаути и довели у Црвену звезду Београд. Иако је прошао комплетан омладински ред Црвене звезде, прво је професионално играо у Српској лиги Запад са Мачвом из Шапца, где је остао годину дана.
Следеће сезоне прешао је у крагујевачки Раднички 1923, са којим је изборио пласман у највишу лигу српског фудбала.  У својој првој години у Суперлиги Србије добио је минималну минутажу, а био је позајмљен сарајевској Славији у Премијер лиги Босне и Херцеговине где је помогао клубу да избегне испадање.  У лето 2012. придружио се другом клубу Суперлиге Србије - ФК Смедерево где је провео целу сезону одигравши 23 утакмице и постигао 1 гол. 

### Европа и иностранство
Крмар је 2013. године имао кратак период у чешком Бохемијансу из Прага где је наступио у 2 меча пре него што се вратио у Прву лигу Србије са БСК Борча где је провео сезону 2013-14. Јесењу сезону 2015. одиграо је са Мачвом из Шапца на 14 утакмица и постигао 1 гол. Остатак сезоне играо је у иностранству са Лондон Ситијем у Канадској фудбалској лиги .  По други пут се вратио у сарајевску Славију где је одиграо 7 утакмица. 
2016. године, Крмар се вратио у Канадску фудбалску лигу да би играо са Хамилтон Ситијем, где је стигао до финала ЦСЛ шампионата.   2017. године играо је са ФК Бежанија и ФК Слобода Ужице.   Следеће сезоне играо је у Првој фудбалској лиги Македоније са ФК Работнички.  2018. је још једном играо у иностранству у А лиги са ФК Атлантас.   У јануару 2019. године Крмар се придружио ОФК Слоги Горње Црњелово у Првој лиги Републике Српске. 

### Србија
У децембру 2019. вратио се у Прву лигу Србије и играо са ФК Земун. Године 2020. регрутован је за ФК Динамо Панчево у Српској лиги Војводине.